# SS Noordam (1902)

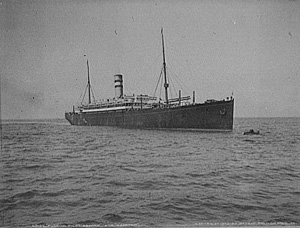
El SS Noordam, en torno a 1903.

El SS Noordam fue un transatlántico de 12.531 toneladas perteneciente a la Holland America Line, que navegó mayoritariamente entre Róterdam y Nueva York. Fue botado en 1901 en los astilleros de Harland and Wolff, en Belfast.
En abril de 1912, el Noordam alertó tempranamente al RMS Titanic acerca de la presencia de témpanos de hielo durante su viaje inaugural. 
El Noordam operó durante parte de la Primera Guerra Mundial, pero golpeó minas en dos ocasiones y fue llevado al dique seco hasta el final de la guerra. A partir de 1923 fue utilizado por la Swedish America Line, siendo operado bajo el nombre de SS Kungsholm hasta 1926, cuando fue revertido a la Holland America como Noordam. Fue desguazado finalmente en 1927.